# Бацура Федір Степанович
Бацура Федір Степанович (5 травня 1913, с. Вільховець, Новоушицький повіт, Подільська губернія, Російська імперія — 31 березня 1982) — український педагог, Заслужений вчитель Української РСР, ентузіаст юннатівського руху в Україні у 1950—1970-х роках.

## Життєпис
Народився 5 травня 1913 року в селі Вільховець Новоушицького повіту Подільської губернії у сільській родині Степана Парфентійовича та Олександри Тихонівни Бацурів. Крім нього в сім'ї був старший брат — Євген.
Після закінчення школи в 1930 році розпочав трудову діяльність вчителем молодших класів. Згодом викладав природничі дисципліни та очолював педагогічні колективи шкіл в селах Вербовець, Березова, Погоріла сусіднього Мурованокуриловецького району, що на Вінниччині.
Працюючи у сільських школах, він одночасно навчався спочатку у Бердичівській педагогічній школі (нині — Бердичівський педагогічний коледж), а згодом на заочному відділенні спочатку Кам'янець-Подільського учительського інституту. Завершивши навчання, диплом про закінчення вишу отримати не встиг, бо на випускні іспити у виші припав початок німецько-радянської війни. Через важку хворобу, перенесену у довоєнні роки, до лав Червоної армії мобілізований не був. Під час окупації разом з матір'ю допомагав їжею односельцям — в'язням гетто у с. Калюс.
У 1947-1975 роках працював вчителем біології Вільховецької середньої школи, що на Хмельниччині. Тут сповна розкрився його педагогічний, науковий і творчий талант, вчительський хист. Прийшли авторитет та визнання.
Бацура Ф. С. був педагогом-новатором, який сповідував комплексний підхід у навчанні і вихованні дітей. Посилено займаючись самоосвітою, творчо застосовуючи спадщину відомих педагогів, Федір Бацура створив власну ексклюзивну модель викладання біології в середній школі. Суть її полягала у різноманітності форм викладання матеріалу на уроках для активізації пізнавальної діяльності, використанні численної власно виготовленої наочності, запровадженні рейтингового методу оцінювання знань і системи бонусів за позакласну роботу, створенні умов для практичної самостійної діяльності учнів та використанні комплексу додаткових заходів для засвоєння набутого. Для навчання та позакласної роботи в школі був створений біологічний кабінет, гурток юних натуралістів, функціонувала теплиця і парники, де вирощували розсаду овочів, квітів і ранню городину, була мініферма з утримання хутрових звірів, крільчатник, пасіка, різноманітні дослідні ділянки. На двогектарній площі розміщувався сад, польова, овочева та кормова сівозміни, виноградник та ягідник, де учні навчалися агротехніки вирощування плодово-ягідних, зернових і технічних культур та закладали наукові експерименти. На пришкільній території в дендропарку діти вчилися елементам ландшафтного дизайну та займалися інтродукцією рослин. Виробнича практика учнів продовжувалася також на полях і тваринницьких фермах місцевого сільгосппідприємства. За високі досягнення в агротехніці вирощування та створенні нових гібридів зернових культур члени гуртка юних натуралістів під керівництвом Бацури Федора Степановича були учасниками Виставки досягнень народного господарства у Москві, де їх нагородили золотими медалями ВДНГ.
Тривалий час Вільховецька середня школа була базовою в регіоні для проведення семінарів та нарад з вивчення сучасних методів викладання біологічних дисциплін.
Федор Степанович плідно займався науковою діяльністю. У вересні 1959 року колегія Міністерства освіти УРСР затвердила його науковим кореспондентом Науково-дослідного інституту педагогіки УРСР.
Він автор низки наукових статей з проблем викладання біології. Був учасником багатьох наукових і науково-практичних конференцій, засідань секції біологічних наук НДІ педагогіки.
У 1961 році його доповідь на республіканських педагогічних читаннях у Тернополі була визнана найкращою і відзначена першою премією. У 1964 році опублікував монографію «Метод бесіди як засіб активізації пізнавальної діяльності учнів на уроках ботаніки».
Про його високий авторитет свідчить той факт, що педагоги Хмельниччини двічі обирали Бацуру  Ф. С.: 1959 року — делегатом республіканського та 1968 року — делегатом всесоюзного з'їздів вчителів. На з'їзді вчителів України він виступав з доповіддю про роботу педагогічних колективів освітніх закладів Поділля.
За плідну діяльність в області розвитку народної освіти Президія Верховної Ради УРСР 1956 року присвоїла Бацурі Ф. С. звання Заслуженого вчителя Української РСР, а за особливі заслуги у навчанні та вихованні підростаючого покоління Указом Президії Верховної Ради СРСР у 1960 році він був удостоєний найвищої відзнаки держави — ордена Леніна. Нагороджений також всесоюзною галузевою відзнакою — медаллю імені А. С. Макаренка та багатьма іншими державними і галузевими нагородами.
Водночас Федір Степанович був турботливим сім'янином. З дружиною виховали трьох дітей. Старший син Леонід, пов'язав своє життя з радіотехнікою, донька Євгенія присвятила своє життя збереженню життя дітей, працюючи у школі-інтернаті на Одещині. Його молодший син Олександр зі своєю дружиною Ганною Бацурою продовжили династію біологів. Син реалізував мрію батька: працював у Чернівецькому національному університеті ім. Ю. Федьковича та у науково-дослідному інституті, став кандидатом біологічних наук та автором наукових праць в галузі біології та сільського господарства, а його дружина — доцент кафедри ботаніки і охорони природи Чернівецького національного університету.
Земний шлях знаменитого педагога-новатора завершився 31 березня 1982 року у рідному селі Вільховець, що на Хмельниччині.

## Вшанування пам'яті
Під час святкування 100-ліття від дня народження Федора Степановича Бацури, у 2013 році його ім'я присвоєно Вільховецькій ЗОШ І-ІІІ ступенів.